# لمور ورزشکار پشت‌خاکستری
 لمور ورزشکار پشت‌خاکستری (نام علمی: Lepilemur dorsalis) نام یک گونه از سرده لمورهای ورزشکار است.